# Campionati europei di triathlon long distance del 2007
I Campionati europei di triathlon long distance del 2007 (XIV edizione) si sono tenuti a Brasschaat, Belgio in data 24 giugno 2007.
Nella gara maschile ha vinto il belga Frederik Van Lierde, mentre in quella femminile la danese Charlotte Kolters.

## Risultati

### Élite uomini
| Pos. | Nome                 | Paese       | Nuoto    | Bici    | Corsa   | Totale  |
| ---- | -------------------- | ----------- | -------- | ------- | ------- | ------- |
|      | Frederik Van Lierde  | Belgio      | 00:37:06 | 1:52:05 | 1:10:38 | 3:41:49 |
|      | Jonas Colting        | Svezia      | 00:39:23 | 1:54:27 | 1:06:42 | 3:42:39 |
|      | Stephen Bayliss      | Regno Unito | 00:37:45 | 1:56:10 | 1:07:16 | 3:43:08 |
| 4    | Gabriele Pertusati   | Italia      | 00:39:12 | 1:53:36 | 1:09:13 | 3:44:14 |
| 5    | Joseph Gambles       | Regno Unito | 00:39:22 | 1:54:30 | 1:11:00 | 3:47:08 |
| 6    | Bert Jammaer         | Belgio      | 00:37:45 | 1:56:11 | 1:11:58 | 3:48:08 |
| 7    | Gerrit Schellens     | Belgio      | 00:40:30 | 1:57:49 | 1:08:29 | 3:49:07 |
| 8    | Pedro Gomes          | Portogallo  | 00:40:29 | 1:57:49 | 1:08:43 | 3:49:16 |
| 9    | Koen Hoeyberghs      | Belgio      | 00:40:20 | 1:55:46 | 1:11:14 | 3:49:24 |
| 10   | Jens Koefoed         | Danimarca   | 00:40:39 | 1:55:12 | 1:11:43 | 3:49:48 |
| 11   | Filip Kristl         | Slovacchia  | 00:39:18 | 1:54:32 | 1:14:09 | 3:50:19 |
| 12   | Petr Vabrousek       | Rep. Ceca   | 00:43:12 | 1:57:24 | 1:08:06 | 3:50:57 |
| 13   | Jimmy Johnsen        | Danimarca   | 00:40:45 | 1:55:18 | 1:12:57 | 3:51:11 |
| 14   | Thierry Verbinnen    | Belgio      | 00:37:39 | 1:57:51 | 1:14:11 | 3:52:18 |
| 15   | Stijn Demeulemeester | Belgio      | 00:44:25 | 1:55:37 | 1:10:32 | 3:52:53 |
| 16   | Peter Harnold        | Slovenia    | 00:39:21 | 1:59:03 | 1:12:10 | 3:52:55 |
| 17   | Jens Petersen Bach   | Danimarca   | 00:41:50 | 1:58:24 | 1:11:09 | 3:53:44 |
| 18   | Teemu Toivanen       | Finlandia   | 00:40:43 | 1:59:58 | 1:11:03 | 3:54:03 |
| 19   | Leonardo Simoncini   | Italia      | 00:40:33 | 2:01:15 | 1:10:28 | 3:54:29 |
| 20   | Erih Pecnik          | Slovenia    | 00:39:26 | 1:56:34 | 1:16:30 | 3:54:53 |
| 21   | Karel Smet           | Belgio      | 00:37:37 | 1:56:20 | 1:18:44 | 3:55:01 |
| 22   | Scott Neyedli        | Regno Unito | 00:39:19 | 1:58:59 | 1:14:29 | 3:55:21 |
| 23   | Lukas Vrobel         | Rep. Ceca   | 00:43:49 | 1:56:31 | 1:12:39 | 3:55:42 |
| 24   | Fermo Bernasconi     | Italia      | 00:42:39 | 1:57:19 | 1:14:13 | 3:56:38 |
| 25   | Chris Schepers       | Belgio      | 00:39:17 | 1:59:10 | 1:17:30 | 3:58:07 |
| 26   | Laurent Martinou     | Francia     | 00:43:14 | 1:57:00 | 1:17:22 | 3:59:44 |
| 27   | Gabriele Mazzetta    | Italia      | 00:40:34 | 2:00:01 | 1:17:13 | 4:00:19 |
| 28   | Jan Wainer           | Rep. Ceca   | 00:39:22 | 1:59:08 | 1:20:31 | 4:01:12 |
| 29   | Bo Ballegaard        | Danimarca   | 00:40:18 | 2:00:13 | 1:18:49 | 4:01:38 |
| 30   | Sam Renouf           | Regno Unito | 00:40:41 | 2:01:28 | 1:19:01 | 4:03:14 |
| 31   | Tomas Bednar         | Rep. Ceca   | 00:39:22 | 2:04:11 | 1:18:55 | 4:05:06 |
| 32   | Nick Saunders        | Regno Unito | 00:40:51 | 2:00:55 | 1:24:27 | 4:08:24 |

### Élite donne
| Pos. | Nome                  | Paese       | Nuoto    | Bici    | Corsa   | Totale  |
| ---- | --------------------- | ----------- | -------- | ------- | ------- | ------- |
|      | Charlotte Kolters     | Danimarca   | 00:39:26 | 2:05:10 | 1:23:07 | 4:10:30 |
|      | Tine Deckers          | Belgio      | 00:47:19 | 2:02:06 | 1:20:43 | 4:13:01 |
|      | Alice Hector          | Regno Unito | 00:43:08 | 2:08:41 | 1:18:59 | 4:13:02 |
| 4    | Bella Comerford       | Regno Unito | 00:45:30 | 2:08:52 | 1:17:55 | 4:14:28 |
| 5    | Sara Gross            | Regno Unito | 00:43:10 | 2:10:52 | 1:18:12 | 4:14:37 |
| 6    | Natallia Barkun       | Bielorussia | 00:44:05 | 2:09:57 | 1:19:24 | 4:16:02 |
| 7    | Eva Novakova          | Rep. Ceca   | 00:40:15 | 2:08:52 | 1:24:45 | 4:16:35 |
| 8    | Yvette Grice          | Regno Unito | 00:41:12 | 2:19:23 | 1:18:26 | 4:21:29 |
| 9    | Kirstien Vleugels     | Belgio      | 00:40:53 | 2:09:25 | 1:30:07 | 4:22:50 |
| 10   | Birgitte Christensen  | Danimarca   | 00:48:23 | 2:10:38 | 1:24:52 | 4:26:30 |
| 11   | Lieve Cappaert-Paulus | Belgio      | 00:41:55 | 2:16:47 | 1:31:56 | 4:33:12 |
| 12   | Rachel Joyce          | Regno Unito | 00:45:31 | 2:11:15 | 1:35:13 | 4:35:03 |
| 13   | Liz Hussey            | Irlanda     | 00:43:19 | 2:21:50 | 1:27:30 | 4:35:34 |